# مصطفى عبد المجيد سليم
مصطفى عبد المجيد سليم (1938 - 27 سبتمبر 2022)، هو شاعر مصري.
ولد مصطفى عبد المجيد سليم عام 1938 بقرية رملة الأنجب بمركز أشمون بمحافظة المنوفية، وحصل على بكالوريوس الهندسة المدنية، وعمل مهندساً في الهيئة المصرية العامة للمساحة عام 1966، وتدرج في وظائف الهيئة حتى صار منذ العام 1979 مديرًا لمديرية المساحة بالمنوفية.
بدأ “سليم” نشر قصائده عام 1958 بقصيدة “أبي لا ينام” في مجلة الأدب ثم توالى النشر في مجلات الشعر، والمجلة، والثقافة، وإبداع، والقاهرة، والخفجي، والمسلمون، وأخبار الأسبوع وغيرها.

## وفاته
توفّي يوم الثلاثاء 27 سبتمبر 2022 عن عمر ناهز 84 عامًا.

## من مؤلفاته
- ديوان: «بكائية الظل المقتول» (عن هيئة قصور الثقافة عام 2001).
- ديوان: “تنويعات على لحن المشيب” عام 2008.
- ديوان: «وجوه تعشقها الذاكرة» (2016 عن الهيئة المصرية العامة للكتاب).

## الجوائز
- فاز بالمركز الثاني في مسابقة نادي أبها الأدبي 1413هـ.
- حصل على تكريم خاص بطبع ديوانه “تنويعات على لحن المشيب” عام 2008.